# José Luis González Urbiola
Joseluís González es el nombre utilizado por José Luis González Urbiola (Pamplona, 31 de mayo de 1959) para su quehacer como escritor, poeta, dramaturgo y crítico literario. Fue Jefe de Gabinete del Consejero de Educación del Gobierno de Navarra, Carlos Pérez-Nievas.

## Biografía
Como autor, ha publicado sobre todo poesía, y como editor, crítico y estudioso se ha especializado en el cuento, fue fundador (junto con Pedro de Miguel) y director de Editorial Hierbaola y de la revista Lucanor, única en España dedicada en exclusiva al cuento contemporáneo. Ha estado presente en muchas iniciativas del mundo literario navarro, como la Editorial Medialuna o la revista Río Arga(uno de los dos ríos que atraviesan Pamplona; el otro es el río Sadar, y por eso el estadio del Club Atlético Osasuna se llama así (transcurre por las inmediaciones del estadio de este veterano club de primera categoría y mejor afición del mundo).
Desde el curso 1990-1991 se ocupa la sección Dos veces cuento en la revista Nuestro Tiempo; para cada número selecciona y presenta un microrrelato. Tras varios años de esta labor reunió en un volumen más de 60 de estos relatos de gran brevedad (algunos de ellos de menos de diez líneas de texto) de autores tan diversos como José María Merino, Luis Mateo Díez, Antonio Pereira, Cristina Fernández Cubas, Manuel Rivas, Miguel d'Ors, Medardo Fraile o Alfonso Sastre, junto a otros de Gabriel García Márquez, Fernando Iwasaki, Norberto Romero, Juan Valera, Franz Kafka o los hermanos Grimm.
Entre los años 2013 y 2015 lideró un proyecto de podcast, de nombre Música de segunda mano Archivado el 8 de marzo de 2017 en Wayback Machine., en el que hace un repaso, apoyado por algunos alumnos y profesores de la Facultad de Comunicación de la Universidad de Navarra, de las versiones de grandes canciones del siglo XX.

## Obras
- De todo esto soy yo, poemas (1991)
- (Selección, introducción y notas): Papeles sobre el cuento español contemporáneo, Pamplona: Hierbaola Ediciones, 1992
- (Como editor:) Narradores vascos, antología
- (selección, junto con Pedro de Miguel :) Últimos narradores, antología de la reciente narrativa breve española, prólogo de Santos Sanz Villanueva; Pamplona: Hierbaola Ediciones, 1993
- (Como editor:) Dos veces cuento, Madrid: Ediciones Universitarias Internacionales, 1999; prólogo de Enrique Anderson Imbert
- (selección y epílogo): Carlos Alfaro: Granos de mostaza, Madrid: Ediciones Internacionales Universitarias, 2000

- Datos: Q11685465